# Carex distachya
Carex distachya là một loài thực vật có hoa trong họ Cói. Loài này được Desf. mô tả khoa học đầu tiên năm 1799.